# Mark F. Haastrup
Mark F. Haastrup (Højby, 16 april 1984) is een professionele golfer uit Denemarken.

## Amateur
Haastrup ging met een studiebeurs twee jaar naar de Staatsuniversiteit van Georgia. Hij zat van 2000-2007 in de nationale selectie.

### Teams
- Eisenhower Trophy: 2004, 2006
- St Andrews Trophy: 2004
- Palmer Cup: 2006 (winnaars)

## Professional
Toen Haastrup in 2007 professional werd, had hij handicap +3. Na twee jaren op de Challenge Tour (CT) slaagde hij er eind 2009 in op de Tourschool op de negende plaats te eindigen. Hij heeft als rookie op de Europese Tour in 2010 dus een volle spelerskaart.

## Gewonnen
- 2008: The Dubliner Challenge (CT)